# Randolph (Maine)
Randolph ist eine Town im Kennebec County des Bundesstaats Maine in den Vereinigten Staaten. Im Jahr 2020 lebten dort 1743 Einwohner in 920 Haushalten auf einer Fläche von 123,83 km².

## Geografie
Nach dem United States Census Bureau hat Randolph eine Gesamtfläche von 5,78 km², die aus 5,52 km² Land und 0,26 km² Gewässern besteht.

### Geografische Lage
Randolph liegt im Südosten des Kennebec Countys und wird im Westen vom Kennebec River begrenzt und im Süden und Osten vom Togus Stream. Die Oberfläche der Town ist eben, ohne nennenswerte Erhebungen oder größere Seen.

### Nachbargemeinden
Alle Entfernungen sind als Luftlinien zwischen den offiziellen Koordinaten der Orte aus der Volkszählung 2010 angegeben.
- Norden: Chelsea, 3,0 km
- Osten: Pittston, 14,1 km
- Südwesten: Gardiner, 5,0 km
- Nordwesten: Farmingdale, 8,6 km

### Stadtgliederung
In Randolph gibt es nur ein Siedlungsgebiet: Randolph.

### Klima
Die mittlere Durchschnittstemperatur in Randolph liegt zwischen −7,2 °C (19 °Fahrenheit) im Januar und 20,6 °C (69 °Fahrenheit) im Juli. Damit ist der Ort gegenüber dem langjährigen Mittel der USA um etwa 6 Grad kühler. Die Schneefälle zwischen Oktober und Mai liegen mit bis zu zweieinhalb Metern mehr als doppelt so hoch wie die mittlere Schneehöhe in den USA; die tägliche Sonnenscheindauer liegt am unteren Rand des Wertespektrums der USA.

## Geschichte
Randolph gehörte zunächst zur 1779 organisierten Town Pittston, die zuvor als Gardinerston Plantation bekannt war. Am 4. März 1887 wurde Randolph unter dem Namen West Pittston eigenständig als Town organisiert. Bereits nach zwei Wochen wurde der Name zu Ehren von Peyton Randolph nach Randolph in Massachusetts umbenannt. Randolph war ein persönlicher Freund von George Washington.

### Einwohnerentwicklung
| Volkszählungsergebnisse – Town of Randolph, Maine | Volkszählungsergebnisse – Town of Randolph, Maine | Volkszählungsergebnisse – Town of Randolph, Maine | Volkszählungsergebnisse – Town of Randolph, Maine | Volkszählungsergebnisse – Town of Randolph, Maine | Volkszählungsergebnisse – Town of Randolph, Maine | Volkszählungsergebnisse – Town of Randolph, Maine | Volkszählungsergebnisse – Town of Randolph, Maine | Volkszählungsergebnisse – Town of Randolph, Maine | Volkszählungsergebnisse – Town of Randolph, Maine | Volkszählungsergebnisse – Town of Randolph, Maine |
| Jahr                                              | 1800                                              | 1810                                              | 1820                                              | 1830                                              | 1840                                              | 1850                                              | 1860                                              | 1870                                              | 1880                                              | 1890                                              |
| ------------------------------------------------- | ------------------------------------------------- | ------------------------------------------------- | ------------------------------------------------- | ------------------------------------------------- | ------------------------------------------------- | ------------------------------------------------- | ------------------------------------------------- | ------------------------------------------------- | ------------------------------------------------- | ------------------------------------------------- |
| Einwohner                                         |                                                   |                                                   |                                                   |                                                   |                                                   |                                                   |                                                   |                                                   |                                                   | 1281                                              |
| Jahr                                              | 1900                                              | 1910                                              | 1920                                              | 1930                                              | 1940                                              | 1950                                              | 1960                                              | 1970                                              | 1980                                              | 1990                                              |
| Einwohner                                         | 1077                                              | 1017                                              | 1145                                              | 1377                                              | 1612                                              | 1733                                              | 1724                                              | 1741                                              | 1834                                              | 1949                                              |
| Jahr                                              | 2000                                              | 2010                                              | 2020                                              | 2030                                              | 2040                                              | 2050                                              | 2060                                              | 2070                                              | 2080                                              | 2090                                              |
| Einwohner                                         | 1911                                              | 1772                                              | 1743                                              |                                                   |                                                   |                                                   |                                                   |                                                   |                                                   |                                                   |

## Wirtschaft und Infrastruktur

### Verkehr
Die Maine State Route 9 verläuft in nordsüdliche Richtung, parallel zum Kennebeck River, in östliche Richtung verläuft die Maine State Route 226 von Gardiner nach Chelsea.

### Öffentliche Einrichtungen
Es gibt keine medizinischen Einrichtungen oder Krankenhäuser in Randolph. Die nächstgelegenen befinden sich in Gardiner und Augusta.
In Randolph gibt es keine öffentliche Bücherei. Die nächstgelegenen befinden sich in Gardiner und Augusta.

### Bildung
Randolph gehört zusammen mit Gardiner, Pittston und West Gardiner zum Maine School Administrative District #11.
Im Schulbezirk werden folgende Schulen angeboten:
- Gardiner Area High School mit den Schulklassen 9 bis 12, in Gardiner
- Gardiner Regional Middle School mit den Schulklassen 6 bis 8, in Gardiner
- River View Community Schoo mit den Schulklassen 3 bis 5, in Gardiner
- Laura E. Richards School mit den Schulklassen Pre-K bis 2, in Gardiner
- Helen Thompson School mit den Schulklassen Pre-K bis 5, in Gardiner
- Pittston Consolidated School mit den Schulklassen Kindergarten bis 4, in Pittston
- Teresa C. Hamlin School mit den Schulklassen Pre-K bis 5, in Randolph